# Ledce, Hradec Králové
Ledce là một làng thuộc huyện Hradec Králové, vùng Královéhradecký, Cộng hòa Séc.